# غراهام فرازير
غراهام فرازير هو صناعي كندي، ولد في 12 أغسطس 1846 في غلاسكو الجديدة، نوفاسكوشيا في كندا، وتوفي بنفس المكان في 25 ديسمبر 1915.